# Hýl pouštní
Hýl pouštní (Bucanetes githagineus, česky také hýl trubač nebo hýl stepní) je středně velký druh pěvce z čeledi pěnkavovitých. 

## Popis
Samec má v létě světle červený zobák a růžové nohy, strany ocasu u kořene, narůžovělý kostřec, břicho a spodní část boků a teple hnědý hřbet a pláštík. Na podzim se podobá samici, která je celkově méně výrazněji zbarvená, se světle šedavě žlutohnědým zobákem a světle okrově růžovýma nohama. Vyhledává skalnaté a kamenité pouště a polopouště. Stálý, ale potulný. V roce 2011 byl poprvé zaznamenán také na území České republiky (Polešovice, Zlínsko). Druhé pozorování na území Česka bylo zaznamenáno 25. května 2024 na Božím Daru.

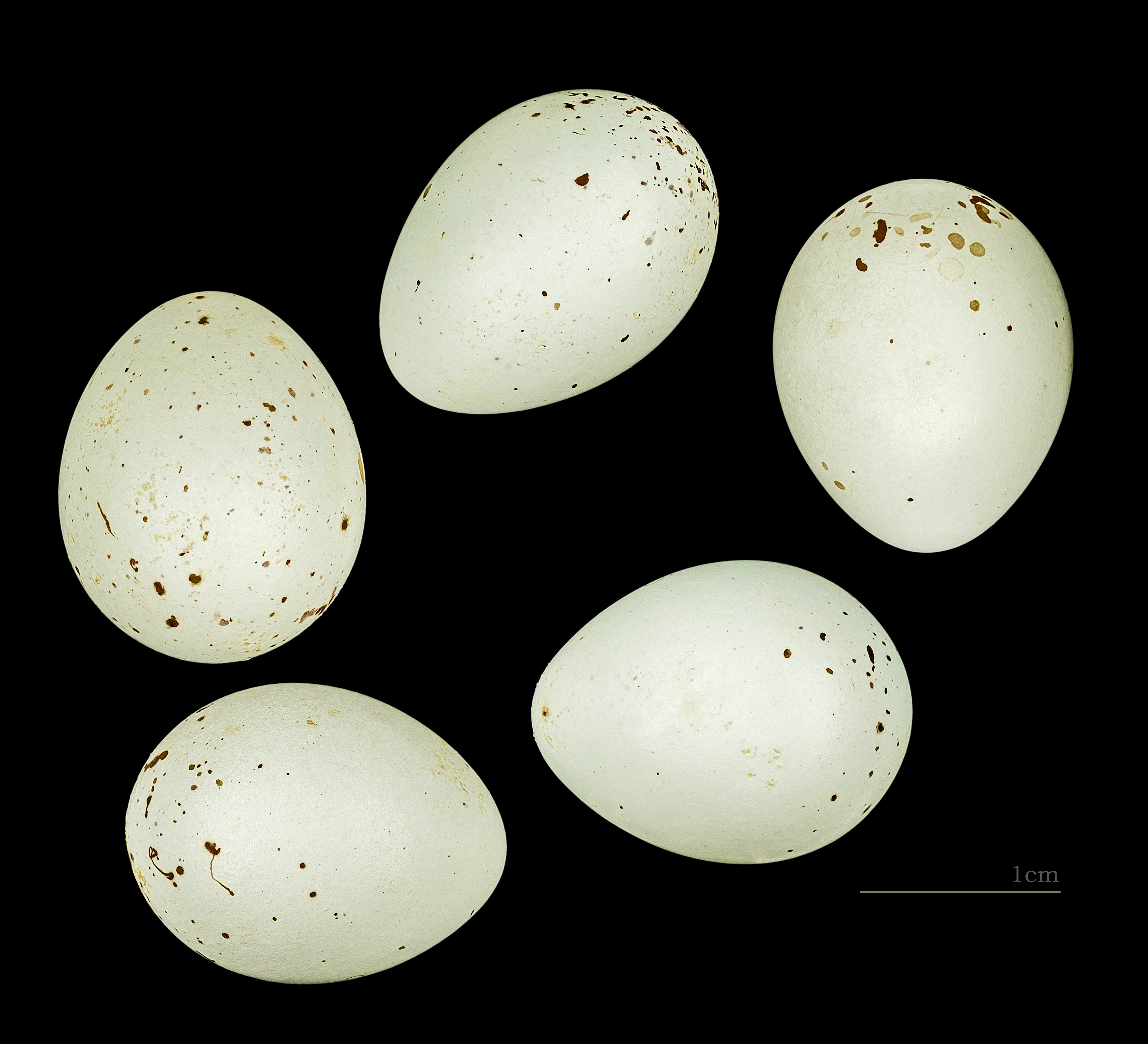
Vejce hýla pouštního (Bucanetes githagineus amantum)

## Taxonomie

#### Synonyma
- Rhodopechys githaginea (M. H. C. Lichtenstein, 1823)
- Bucanectes githaginea

#### Poddruhy
- B. g. amantum (Hartert, 1903) – Kanárské ostrovy
- B. g. crassirostris (Blyth, 1847) – od Turecka a Sinajského poloostrova, přes Blízký východ a střední Asii po západní Indii
- B. g. githagineus (M. H. C. Lichtenstein, 1823) – Egypt a Súdán
- B. g. zedlitzi (Neumann, 1907) – severní Afrika a jihovýchodní Španělsko